# Magnistipula zenkeri
Magnistipula zenkeri är en tvåhjärtbladig växtart som beskrevs av Adolf Engler. Magnistipula zenkeri ingår i släktet Magnistipula och familjen Chrysobalanaceae. Inga underarter finns listade i Catalogue of Life.